# Pseudocoremia monacha
Pseudocoremia monacha là một loài bướm đêm trong họ Geometridae.